# Democracia es Libertad-La Margarita
Democracia es Libertad-La Margarita (Democrazia è Libertà – La Margherita) (DL), conocido como La Margarita (La Margherita), fue un partido político italiano. El presidente del partido y líder era Francesco Rutelli, exalcalde de Roma y excandidato a primer ministro de Italia en las elecciones generales de 2001 por la coalición El Olivo.
DL fue fundada oficialmente en 2002 por la fusión del Partido Popular Italiano, Los Demócratas y Renovación Italiana. El partido fue formado por democristianos de izquierda, centristas (antiguos liberales y republicanos), así políticos de izquierda, especialmente antiguos socialistas y los verdes. DL se fusionó con Demócratas de Izquierda y partidos menores para fundar el Partido Democrático el 14 de octubre de 2007.

## Historia

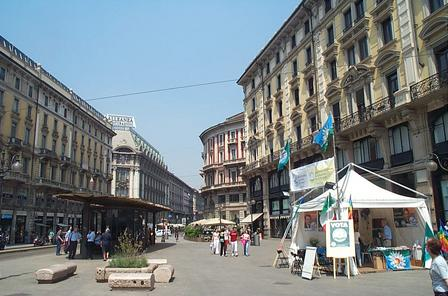
Carpa en la campaña electoral de 2004 en Milan.

La idea de unir los elementos centristas de la coalición El Olivo fue un tema discutido desde 1996. En las elecciones generales de 1996 había realmente dos listas centristas en el centro-izquierda italiano: la del Partido Popular Italiano (PPI), que incluía la Unión Democrática (UD), el Partido Republicano Italiano (PRI) y el Partido Popular Sudtirolés (SVP), y la de Renovación Italiana (RI), que incluía a Socialistas Italianos (SI) (que se integró en Socialistas Demócratas Italianos (SDI) en 1998) y Patto Segni (PS). En 1998 los escindidos de la coalición de centro-derecha formaron la Unión Democrática por la República (UDR), más tarde transformado en Populares UDEUR, con el fin de apoyar al Gobierno de Massimo D'Alema.
En 1999, escindidos del PPI, UD y otros grupos crearon Los Demócratas (DEM).
Entre 1998 y 2000, en el noreste de Italia, había varios precursores de tal idea a nivel regional y local, en particular el Centro Popular Reformador en Friul-Venecia Julia, la lista Margarita Cívica en Trentino y Juntos por el Véneto en Véneto. Inicialmente, algunos de estos experimentos se pretende incluir tanto los partidos de inspiración cristiana y los más seculares, como el SDI y PRI, pero en octubre de 2000, sólo el PPI, DEM, UDEUR y RI habían decidido unir sus fuerzas en una lista conjunta llamado "La Margarita" para las elecciones generales de 2001. La Margarita, dirigida por Francesco Rutelli (que también era candidato a primer ministro para el conjunto de centro-izquierda), obtuvo el 14,5% de los votos, sólo dos puntos menos que Demócratas de Izquierda (DS).
Democracia es Libertad-La Margarita se estableció como un solo partido durante el congreso fundacional de Parma en febrero de 2002. En esa ocasión el Partido Popular Italiano, Los Demócratas y Renovación Italiana se fusionaron en el nuevo partido, mientras que la Unión de Demócratas por Europa decidió quedarse fuera.
En las elecciones generales de 2006, el partido fue miembro de la victoria de la coalición L'Unione y obtuvo 39 de los 315 senadores. La lista de El Olivo, de la que DL formaba parte desde las elecciones al Parlamento Europeo de 2004, obtuvo 220 escaños de un total de 630 en la Cámara de Diputados. El 14 de octubre de 2007, DL, DS y numerosos partidos menores se unieron para formar el Partido Democrático.